# 罗元炘
罗元炘（1911年—1992年），男，江西泰和人，中华人民共和国军事人物，中国人民解放军少将，曾任江西省军区副司令员。